# Клермонт (Нью-Йорк)
Клермонт (англ. Clermont) — місто (англ. town) в США, в окрузі Колумбія штату Нью-Йорк. Населення — 2058 осіб (2020).

## Демографія
Згідно з переписом 2010 року, у місті мешкало 1965 осіб у 722 домогосподарствах у складі 499 родин. Було 866 помешкань
Расовий склад населення:
| - 94,4 % — білих - 1,2 % — азіатів - 0,8 % — чорних або афроамериканців - 0,3 % — корінних американців - 0,1 % — вихідців з тихоокеанських островів - 1,1 % — осіб інших рас |

До двох чи більше рас належало 2,2 %. Частка іспаномовних становила 5,2 % від усіх жителів.
За віковим діапазоном населення розподілялося таким чином: 22,0 % — особи молодші 18 років, 64,1 % — особи у віці 18—64 років, 13,9 % — особи у віці 65 років та старші. Медіана віку мешканця становила 43,8 року. На 100 осіб жіночої статі у місті припадало 103,2 чоловіків;  на 100 жінок у віці від 18 років та старших — 99,7 чоловіків також старших 18 років.
Середній дохід на одне домашнє господарство  становив 104 842 долари США (медіана — 79 306), а середній дохід на одну сім'ю — 109 303 долари (медіана — 85 156). Медіана доходів становила 63 750 доларів для чоловіків та 49 583 долари для жінок. За межею бідності перебувало 13,2 % осіб, у тому числі 17,0 % дітей у віці до 18 років та 11,1 % осіб у віці 65 років та старших.
Цивільне працевлаштоване населення становило 955 осіб. Основні галузі зайнятості: освіта, охорона здоров'я та соціальна допомога — 27,2 %, науковці, спеціалісти, менеджери — 14,6 %, роздрібна торгівля — 13,0 %.